# Arboreto de la Universidad de Alabama

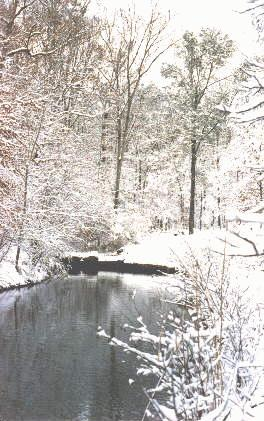
Bosque de Tuscaloosa cerca del lago del mismo nombre.

El Arboreto de la Universidad de Alabama en inglés: University of Alabama Arboretum es un arboreto de 243,000 m² (60 acres) de extensión que se encuentra cerca de la intersección de « Veterans Memorial Parkway » y « Pelham Loop Road » en Tuscaloosa Alabama. Está administrado por la Universidad de Alabama, y patrocinado económicamente por el « Department of Biological Sciences », formando parte del University of Alabama Museums. Su código de identificación internacional como institución botánica es UALAR.

## Localización
University of Alabama Arboretum
PO Box 870344, Tuscaloosa
Alabama, 35487 EE. UU.
- Teléfono: 205 553 3278

El arboreto se encuentra abierto al público sin cargo alguno todos los días del año, desde el amanecer hasta el ocaso, excepto los días festivos nacionales. 

## Historia
Fue fundado en 1958, siendo la mayor parte del terreno una donación por parte del gobierno federal, para ayudar a apoyar las metas de la universidad de promover la investigación, proporcionar la enseñanza pública y servicio a la sociedad. 
Actualmente la Universidad de Alabama, mantiene las colecciones de plantas del arboreto, para la educación y el aprecio botánicos. 

## Colecciones
El Arboreto hace un énfasis principalmente en el flora y fauna nativas de Alabama. Teniendo una zona de bosque maduro preservado compuesto de pinos, robles, y pecanas en el que hay unas 2.5 millas de sendero de paseo a su través.
Además se incluyen varios jardines temáticos, 
- Jardín de flores silvestres, con más de 250 species,
- Plantas ornamentales,
- Jardín experimental,
- Jardín de zona pantanosa,
- Pabellón al aire libre
- Jardín de los niños,
- Invernaderos, dos grandes instalaciones albergan colecciones de orquídeas, cactus, y plantas tropicales.